# Spondias novoguineensis
Spondias novoguineensis är en sumakväxtart som beskrevs av A.J.G.H. Kostermans. Spondias novoguineensis ingår i släktet Spondias och familjen sumakväxter. Inga underarter finns listade i Catalogue of Life.